# Alchemilla urceolata
Alchemilla urceolata är en rosväxtart som beskrevs av Sergei Vasilievich Juzepczuk. Alchemilla urceolata ingår i släktet daggkåpor, och familjen rosväxter. Inga underarter finns listade i Catalogue of Life.